# Cingocrinus
Cingocrinus is een geslacht van haarsterren uit de familie Bathycrinidae.

## Soort
- Cingocrinus radicatus Mironov, 2000